# Kirsten Burger
Kirsten Burger (* 16. Dezember 1975 in Heidelberg) ist eine deutsch-österreichische Regisseurin, Filmemacherin, Schauspielerin, Produzentin und Autorin. Sie ist im Bereich des experimentellen Films und Theaters tätig und setzt sich in ihren Projekten für Inklusion und Diversität ein.

## Leben

### Familie und Privates
Kirsten Burger entstammt einer Künstlerfamilie. Ihre Vorfahren sind der Archäologe Friedrich von Duhn und der schwedische Maler Olof Krumlinde. Ihr Urgroßvater war der Kunsthistoriker und Maler Fritz Burger. Weitere Verwandte sind der Strafverteidiger Till Burger und der Schauspieler Götz Burger. Kirsten Burger hat zwei Töchter (* 2000 und * 2017) und lebt seit 1999 in Berlin.

### Künstlerische Laufbahn
1997 begann sie ein Studium der Bildenden Kunst in Wien bei Adolf Frohner und setzte es in Hamburg bei Johannes Süttgen fort. Von 1998 bis 1999 war sie Mitglied der Straßentheatergruppe Vis Plastica trans.gen unter der Leitung von Jutta Schwarz. Ab 1999 studierte sie Physical Theater an der Etage Schule für Darstellende Künste in Berlin und schloss 2002 mit einem Bachelor ab.
In den folgenden Jahren arbeitete Burger als Schauspielerin und trat an den Sophiensælen, dem HAU2 der Schaubühne am Lehniner Platz, der Deutschen Oper in Berlin und der Bayerischen Staatsoper auf. Als Schauspielerin arbeitete sie mit den Theaterregisseuren Robert Wilson, Aernout Mik und Meret Becker im Haus der Berliner Festspiele. Außerdem spielte sie unter anderem im Film Beyond Love and Companionship von Lior Shamriz, der mit dem 3sat-Förderpreis ausgezeichnet wurde.
2005 gründete sie das Kollektiv Oper-Dynamo-West, das innovatives Musiktheater in alternativen Räumen inszenierte. Für ihr Filmdebüt Was nicht in die Suppe kommt, geht ins Klo erhielt sie 2012 den Ivan-Kaliević-Preis in Serbien. Ihr Film Das Große Glück wurde 2016 mit dem Grand Prize International Competition Award bei Beldocs, Serbien ausgezeichnet und auf mehreren Festivals gezeigt.
Sie drehte Dokumentarfilme für den NDR, Soaps für RTL2 Berlin – Tag & Nacht, mit der UFA Berlin Lenßen übernimmt mit Ingo Lenßen für Sat.1 sowie Zugriff Berlin – Team Römer ermittelt, in dem Anwalt Bernd Römer fiktive Fälle aufklärt. Sie ist aktives Mitglied von "Vielfalt im Film" und setzt sich für mehr Inklusion und Diversität im Fernsehen ein.
Zwischen 2012 und 2022 konzentrierte sie sich auf experimentelle Filme und Theaterinszenierungen, die oft transgenerationale Traumata thematisieren. Ihre Werke zeichnen sich durch die Zusammenarbeit mit Laien sowie Künstlern mit und ohne Behinderung aus. In der Spielzeit 2022–2024 leitete sie das inklusive Junge Rambazamba Theater in Berlin. Das 1990 gegründete RambaZamba Theater ist eine Bühne für inklusives Theater.

## Wirken

### Produktionen (Auswahl)

#### Filme (Darstellerin)
- 2012: "Beyond Love and Companionship" / Regie: Lior Shamriz
- 2013: "The Low Life Mythologies" / Regie: Lior Shamriz
- 2015: "Fallen Blossoms" / Regie: Lior Shamriz
- 2016: "24WOCHEN" im Rahmen des Wettbewerbs der Berlinale 2016 / Regie: Anne Zohra Berrached[13]
- 2017: "Spring in the Park" / Regie: Lior Shamriz, Spektakulativ Pictures
- 2023: "ELDORADO - Alles, was die Nazis hassen" Netflix / Regie: Matt Lambert
- 2023: "Engar madaram geriste bud aan shab" Locarno Filmfestival – nominiert Internationaler Wettbewerb / Regie: Hoda Taheri

#### Theater (Darstellerin)
- 2002: "Die Geschichte vom Soldaten" Igor Strawinsky / Ballhaus Naunystrasse, Berlin / Regie: Miron Hakenbeck
- 2003: "Der Arme Matrose" D. Milhaud / Theater Putbus, Rügen / Regie: Susanne Knapp
- 2005: "Zornige Menschen", Sophiensæle, Berlin / Regie: Dirk Cieslak/Lubrikat
- 2008: "Frauenliebe Inc." Ballhaus Ost, Berlin / Regie: Johannes Müller
- 2008: "Vom Schweben" Deutsche Oper Berlin / Regie: Nina Jahnke
- 2009: "Amazonas" Hebbel am Ufer 3, Berlin / Regie: Franziska Seeberg – Oper Dynamo West
- 2010: "Intrigo Internazionale (KV 492)" Bayerische Staatsoper, München / Regie: Johannes Müller
- 2010: "Cheap Blood 199", Sophiensæle, Berlin / Regie: Johannes Müller
- 2011: "Versuche zur Überwindung der Schwerkraft", Bayerische Staatsoper München / Regie: Johannes Müller
- 2013: "Speaking in Tongues" Haus der Kulturen der Welt, Berlin / Regie: Aernout Mik
- 2014: "MEAT", Schaubühne am Lehniner Platz, Berlin / Regie: Thomas Bo Nilsson
- 2017: "Luther – Dancing with the Gods", Barenboim-Said-Akademie/Pierre Boulez Saal, Berlin / Regie: Robert Wilson
- 2018: "Le cirque pas chere", Haus der Berliner Festspiele, Berlin / Regie: Meret Becker

#### Theater (Autorin/Regie)
- 2006: "Für immer" / Performance/Video-Installation / Volksbühne am Rosa-Luxemburg-Platz / Sophiensaele
- 2007: "Mops" / Ballhaus Ost, Berlin
- 2008: "Easy Come Easy Go" / Ballhaus Ost, Berlin
- 2012: "Paper Dolls" / Odin Teatret, Holstebro, Dänemark / Festival Internacional De Mulheres Nas Artes Cenicas, Rio de Janeiro, Brasil
- 2012: "Morgens bin ich so Solide, aber Abends werd ich Schwach" / Tanzhaus Zürich
- 2014: "STATION G, ein Stück Deutschland" / Ernst-Barlach-Theater, Güstrow
- 2016: "EMOJI – Ein Stück über virtuelle Welten" / Kühlhaus Berlin, Re:publica TEN-Performersion-Days of Performing & Immersive Arts
- 2016: "Das Große Glück" / Theater Bremen / Staatstheater Mainz
- 2018: "Crossing borders – I don’t need to go the mainstream way!" / Habima Nationaltheater, Tel Aviv, Israel
- 2023: "Schwärmen" / Humboldt Forum / RambaZamba Theater, Berlin
- 2023: "Der Wiedergänger" / Deutsches Theater, Berlin / DT Jung* und RambaZamba Theater, Berlin
- 2023: "BLAU" / Alte Nationalgalerie und RambaZamba Theater, Berlin
- 2024: "Stabat Mater" / Musiktheater / Deutsche Oper, Berlin[14]
- 2024: "Clownfisch – von den Dingen, die nur noch mein Körper weiß" / Flottmann-Hallen, Herne, NRW

#### Filme (Autorin / Regie)
- 2011: "Was nicht in die Suppe kommt, geht ins Klo" / Essayfilm / 1. Preis, Ivan Kraljevic Preis, Serbien 2012[5]
- 2015: "Manche meiner Väter" Dokumentarfilm / Kooperation mit der Universität Wien, Institut für Zeitgeschichte Österreich
- 2016: "Das Große Glück" / Mockumentary / Grand Prize International Competition Award Beldocs, Serbia 2016 / RIDM’s 2016 official selection / Wettbewerb 33. Kasseler Dokumentarfilm- und Videofestival[6]
- 2018: "Der Trick mit dem Knick" / Dokumentarfilm / NDR
- 2022: "Sprich uns von" / Spielfilm / 3. Preis, Exceptional Merit des WRPN Woman International Filmfestival, Segal Center, New York[15]

#### Produzentin
- 2022: "Leben", Regie: Maria Kaur Bedi

## Auszeichnungen
- 2009: "Zum König geboren" Publikumspreis Kurzfilmtage Oberhausen[16]
- 2012: "Ivan Kaliević Award"[5] Belgrad, Serbien 2012
- 2016: "Grand Prize International Competition Award Beldocs" Serbien 2016[6]
- 2022: "Talk to us" 3. Preis, Exceptional Merit des WRPN Woman International Film Festival[15]